# NINJA白書
『NINJA白書』は忍者の2枚目のアルバム。

## 内容
デビューシングル「お祭り忍者」と2ndシングル「リンゴ白書」を収録した2作目。
この内、お祭り忍者と佞武多のみ次作のSummer Fiestaにてアレンジを変えて収録されている。

## 収録曲
1. お祭り忍者
作詞：原六朗・荒木とよひさ／作曲：原六朗・馬飼野康二／編曲：鷺巣詩郎
2. 失恋春時雨（はあとぶれいくはるしぐれ）
作詞：真名杏樹／作曲：水島康宏／編曲：椎名和夫
3. 愛を出せっ!
作詞：オオヤマジュンコ／作曲：JULIA／編曲：米光亮
4. 佞武多
作詞：たきのえいじ／作曲：羽田一郎／編曲：清水信之
5. 恋草紙
作詞：たきのえいじ／作曲：PEARL HARBOR ATTACKS／編曲：清水信之
6. リンゴ白書 [Album Long Version]
作詞：小沢不二夫・荒木とよひさ／作曲：米山正夫・馬飼野康二／編曲：鷺巣詩郎
※シングルでは大サビの後に最後のサビに繋げていたが、本作では大サビ→1番、2番のサビ→最後のサビと最後の部分が延長化している。
7. 浪漫
作詞：たきのえいじ／作曲：緑一二三／編曲：米光亮
8. 一（はじめ）
作詞：真名杏樹／作曲：小針克之助／編曲：大谷和夫・椎名和夫
9. 夢一揆
作詞：山川啓介／作曲：西木栄二／編曲：椎名和夫
10. てやんでぃ!! -青春気質-
作詞：岩室先子／作曲：平間あきひこ／編曲：清水信之